# Alliopsis brunneigena
Alliopsis brunneigena este o specie de muște din genul Alliopsis, familia Anthomyiidae. A fost descrisă pentru prima dată de Johann Andreas Schnabl în anul 1915. Conform Catalogue of Life specia Alliopsis brunneigena nu are subspecii cunoscute.